# Алфонсо Кано
Гилермо Леон Саенс Варгас, известен като Алфонсо Кано е роден на 22 юли 1948 г. в Богота) – колумбийски партизанин, член на секретариата на ФАРК и негов председател след смъртта на Мануел Маруланда през май 2008 г. Смята се за интелектуалец в средите на собствената си организация и е неин основен политически идеолог след смъртта на Хакобо Аренас през 1990 г.

## Биография
Гийермо Леон Саенц произхожда от семейство от средната класа на Богота. Майка му е педагог, а баща му агроном, отявлен консерватор (кръщава сина си Гийермо Леон в памет на Гийермо Леон Валенсия – известен политик консерватор и президент на Колумбия). Гийермо има още 6 братя, заедно с които израства в Чапинеро – престижен квартал в северната част на колумбийската столица. Учи в колеж и според негови съученици се отличава с интереса си към историята. Занимава се и с футбол и е ревностен фен на Милионерите.
Учи десет семестъра антропология в Националния Колумбийски Университет, където е приет през 1968 година. Същата в която кубинската революция е в апогея си, а в Колумбия се зараждат бунтовнически движения като ФАРК (1964) и ЕЛН (1966). В университета разширява и развива своите познания по история и политика и става лидер на Комунистическа Младеж – младежката организация на Колумбийската Комунистическа Партия. През 70-те години е задържан многократно от полицията в Богота за организиране и участие в демонстрации и размирици, като даже лежи за 6 месеца и в ареста. През този период Кано става много популярен в университетските среди и открито заявява своите симпатии към ФАРК, които често го канят да изнася марксистки лекции пред своите членове. През 1981 година е задържан отново и този път стои в затвора година и половина преди да бъде амнистиран. След повторното му излизане от затвора, лидерите на Комунистическата Партия му предлагат да уредят бягството му в Москва заедно с жена му и сина му – честа практика за нейни преследвани членове. Кано обаче предпочита да поеме пътя на въоръжената борба и се качва в колумбийските планини, присъединявайки се към ФАРК.

## Дейност във ФАРК
Ставайки член на ФАРК, Гийермо приема бойното име Алфонсо Кано и бързо израства в йерархията на организацията. За това особено му помага близостта му Хакобо Аренас – един от основателите на ФАРК и неин идеолог.
През януари 2008 г. е осъден задочно на 40 години затвор от колумбийски съд. Държавният департамент на САЩ го държи отговорен за производство и трафик на наркотици и е обявило награда от 5 милиона долара за информация, която би довела до ареста му.
След смъртта на лидера на ФАРК Мануел Маруланда през май 2008 г., Кано е избран за негов заместник. Убит е на 4 ноември 2011 г. от части на колумбийската армия.